# Міхал Серсен
Міхал Серсен (словац. Michal Sersen; 28 грудня 1985, м. Ґелниця, ЧССР) — словацький хокеїст, захисник. Виступає за «Слован» (Братислава) у Словацький екстралізі.
Вихованець хокейної школи «Слован» (Братислава). Виступав за «Рімускі Оушеанік» (QMJHL), «Квебек Ремпартс» (QMJHL), «Автомобіліст» (Єкатеринбург), «Спарта» (Прага), «Лев» (Прага), ХК 05 «Банська Бистриця».
У чемпіонатах Словаччини — 389 матчів (28+77). В чемпіонатах Чехії — 52 матчі (6+19). В чемпіонатах КХЛ — 354 матчі (26+72).
У складі національної збірної Словаччини учасник шести чемпіонатів світу провів 37 матчів (1+5). У складі юніорської збірної Словаччини учасник чемпіонату світу 2003.
Досягнення
- Срібний призер чемпіонату світу (2012)
- Чемпіон Словаччини (2003, 2007, 2008).